# آزادماهی ساخالین
آزادماهی ساخالین (نام علمی: Hucho perryi) نام یک گونه از سرده آزادماهی‌های اوراسیایی است.